# يوسف صيلاغي
يوسف صيلاغي (مواليد 10 أكتوبر 1933) هو مبارز بالسيف روماني، مثّل بلاده في الألعاب الأولمبية الصيفية 1960.

## روابط رياضية
يوسف صيلاغي على موقع أوليمبيديا (الإنجليزية)